# Offizier des militärfachlichen Dienstes
Offizier des militärfachlichen Dienstes ist in Deutschland eine Laufbahn der Offiziere der Bundeswehr. Im Gegensatz zur Regellaufbahn der Offiziere des Truppendienstes wird er – ebenso wie die Offiziere der drei weiteren Fachlaufbahnen Sanitätsdienst, Geoinformationsdienst und Militärmusik – nicht vorrangig als militärischer Führer, sondern für eine Spezialistenverwendung, die großes Fachwissen erfordert, ausgebildet und eingesetzt.
Informell werden Offiziere des militärfachlichen Dienstes, insbesondere wenn sie einen Fachdienstposten bekleiden, auch kurz als „Fachoffiziere“ oder „Fachdienstoffiziere“ bezeichnet.

## Aufgaben
Die höchsten zu erreichenden Dienstgrade für Offiziere des militärfachlichen Dienstes sind Stabshauptmann und Stabskapitänleutnant (§ 42 SLV). Sie werden meist auf Dienstposten eingesetzt, die großes Fachwissen und große praktische Erfahrung fordern. Häufig bearbeiten sie weiter das Fachgebiet, auf dem sie bereits auf niedrigerer Hierarchieebene als Unteroffiziere mit Portepee eingesetzt waren. Offiziere des militärfachlichen Dienstes beschäftigen sich häufig mit Fachfragen der 
Rüstungs-, Logistik- und Personalplanung, der Materialerprobung, Verfahren der Materialerhaltung, der Durchführung der Flugsicherung oder der Vernetzung der Streitkräfte. Ab der Ebene Bataillon dienen Offiziere des militärfachlichen Dienstes daher häufig in Stäben zusammen mit Stabsoffizieren und unterstützen dort unmittelbar ihren Kommandeur oder Befehlshaber bei der Truppenführung. In anderen Teilbereichen der Streitkräfte (beispielsweise im fliegerischen Dienst oder bei den Spezialkräften) übernehmen sie Dienststellungen als Luftfahrzeugführer oder (Teil-)Einheitsführer, die sonst von anderen Offizieren bekleidet werden. Weitere Beispiele:
- Sie sind beispielsweise als Betriebswirt in der Personalführung, als Informatiker, als Feuerwerker, als Militär-Fahrschulleiter oder als Techniker in Bereichen wie Kraftfahrzeug- oder Elektrotechnik tätig.
- Beispielsweise in der Feldjägertruppe oder bei den Spezialkräften von Heer und Marine dienen sie als Zugführer oder Einsatzoffizier. Offiziere des militärfachlichen Dienstes führen (z. B. als Kompaniechef) Einheiten, bilden diese aus und erziehen die ihnen unterstellten Soldaten.
- In der militärischen Flugsicherung kontrollieren die Offiziere im Flugplatzkontrolldienst den Flugverkehr auf dem Flugplatz und in der unmittelbaren Umgebung. In der Streckenkontrolle überwachen sie die Luftfahrzeuge auf deren Flugwegen zwischen Start- und Zielflughafen.

## Befehlsbefugnis
Offiziere des militärfachlichen Dienstes sind anderen Offizieren hinsichtlich ihrer Vorgesetztenfunktion gleichgestellt und können aufgrund § 4 der Vorgesetztenverordnung („Vorgesetztenverhältnis auf Grund des Dienstgrads“) innerhalb der dort gesetzten Grenzen Soldaten der Dienstgradgruppen der Mannschaften, der Unteroffiziere ohne und mit Portepee im Dienst Befehle erteilen. Besitzt ein Offizier des militärischen Fachdienstes den Dienstgrad Hauptmann oder Stabshauptmann, kann er auch den Leutnanten und Oberleutnanten Befehle geben. Werden Offiziere des militärischen Fachdienstes als Einheitsführer eingesetzt, sind sie unmittelbare Vorgesetzte nach § 1 VorgV.

## Ernennung und Besoldung
Maßgebliche gesetzliche Grundlagen für die Ernennung in einen der Dienstgrade für Offiziere in einer der beiden Laufbahnen der Offiziere des militärfachlichen Dienstes trifft die Soldatenlaufbahnverordnung (SLV) und ergänzend die Zentrale Dienstvorschrift (ZDv) A-1420/7. In einen entsprechenden Dienstgrad können Berufssoldaten und Reservisten ernannt werden. Voraussetzung ist die Zugehörigkeit zu einer der beiden Laufbahnen der Offiziere des militärfachlichen Dienstes. Die Offiziere des militärfachlichen Dienstes haben in der Regel unmittelbar vor Ernennung zum Offizier im Dienstgrad Fähnrich, Oberfähnrich, Stabs- oder Oberstabsfeldwebel gedient und wurden als Offizieranwärter zum Offizier ausgebildet.

Die Ernennung der Offizieranwärter zum Offizier erfolgt in der Regel 36 Monate nach Eintritt in eine der beiden Laufbahnen der Offiziere des militärfachlichen Dienstes; die Frist kann auf bis zu 18 Monate verkürzt werden, weil die vor Eintritt in eine der beiden Laufbahnen der Offiziere des militärfachlichen Dienstes in der Bundeswehr in einem Feldwebeldienstgrad abgeleistete Dienstzeit angerechnet werden kann. Vor Ernennung zum Leutnant muss eine Offizierprüfung mit Erfolg abgelegt werden. Mit der Ernennung zum Leutnant werden die Offizieranwärter zu Offizieren. Eine Besonderheit in dieser Laufbahn stellen Verwendungen im Fliegerischen Dienst und im Flugsicherungskontrolldienst dar. Für diese Verwendungen (zum Beispiel Hubschrauberführer, Flugsicherungskontrolloffizier) können Bewerber auch ohne abgeschlossene Feldwebelausbildung zugelassen werden.
Offiziere des militärfachlichen Dienstes werden abhängig vom Dienstgrad und Dienststellung nach der Bundesbesoldungsordnung (BBesO) mit A 9 bis A 13 besoldet. Offiziere des militärfachlichen Dienstes und des Truppendienstes mit gleichem Dienstgrad und gleicher Dienststellung sind in der gleichen Besoldungsgruppe. Das allgemeine Laufbahnziel ist Hauptmann bzw. Kapitänleutnant der Besoldungsgruppe A 11. Die Besoldung für Stabshauptleute bzw. Stabskapitänleutnante ist A 13 und entspricht damit der Besoldung des Majors. Nur bis zu 6 Prozent der Gesamtzahl der für Offiziere des militärfachlichen Dienstes ausgebrachten Planstellen können mit A 13 bewertet werden (§ 17a Abs. 3 Nr. 3 BHO).

## Laufbahnwechsel und Beförderung zum Stabsoffizier
Die Übernahme in die Laufbahn der Offiziere des Truppendienstes wird jedes Jahr nur einzelnen, besonders leistungsstarken Offizieren des militärfachlichen Dienstes auf eigenen Antrag oder Vorschlag hin ermöglicht. Der Wechsel ist für Haupt- und Stabshauptleute und nach erfolgreicher Teilnahme am „Basislehrgang Stabsoffizier“ möglich. Nach dem Wechsel in die Laufbahn der Offiziere des Truppendienstes ist eine Beförderung zum Stabsoffizier möglich.

## Uniformen
Offiziere des militärfachlichen Dienstes tragen dieselbe Uniform, insbesondere dieselben Dienstgradabzeichen, wie fast alle anderen Offiziere. Sie sind im Hinblick auf ihre Uniform insbesondere nicht von den Offizieren des Truppendienstes, mit denen sie häufig gemeinsam in denselben Teileinheiten dienen, zu unterscheiden (BPräsUnifAnO). Entsprechend haben Feldwebel, die in die Offizierslaufbahn wechseln, eine zuvor eventuell erworbene Schützenschnur mit Beförderung in den Dienstgrad Oberfähnrich abzulegen.

## Geschichte
Die Laufbahnen für Offiziere des militärfachlichen Dienstes wurden am 28. August 1968 von der Großen Koalition unter Bundeskanzler Kurt Georg Kiesinger (CDU) und Vizekanzler Willy Brandt (SPD) beschlossen. Ziel war es, qualifizierten Unteroffizieren einen Aufstieg in Spezialistenfunktionen zu ermöglichen. Die Laufbahn wurde 1969 durch Änderung der Soldatenlaufbahnverordnung in die Bundeswehr eingeführt. Am 31. Juli 1969 wurden in Neubiberg bei München die ersten Portepee-Unteroffiziere zu Offizieren des Militärfachlichen Dienstes ernannt.
Gleichzeitig setzte das Bundesministerium der Verteidigung den Stabsfeldwebel/Stabsbootsmann und Oberstabsfeldwebel/Oberstabsbootsmann auf den Aussterbeetat; Neubeförderungen in diese Dienstgrade fanden also nicht mehr statt. Diese wurden erst ab 1983 wieder möglich. Spitzendienstgrad der Unteroffiziere war daher zeitweise der Hauptfeldwebel/Hauptbootsmann, der über A 8 hinaus nun auch die Besoldungsgruppen A 9 sowie A 9 m. A. erreichen konnte. Diese Regelung entfiel zum 1. Januar 1983. Zeitgleich erhielten Hauptfeldwebel/Hauptbootsleute in Besoldungsgruppe A 9 den Dienstgrad Stabsfeldwebel/Stabsbootsmann, analog wurden Hauptfeldwebel in A 9 m. A. zu Oberstabsfeldwebeln/Oberstabsbootsleuten ernannt.

## Ähnliche Gruppen anderer Streitkräfte
Die Offiziere des militärfachlichen Dienstes sind gemäß dem NATO-Rangcode, der hauptsächlich die Vergleichbarkeit hinsichtlich truppendienstlicher Befehlsbefugnis herstellen soll, mit den „regulären“ Offiziersdienstgraden anderer Streitkräften gleichgesetzt. Rangmäßig gelten sie also nicht als das Äquivalent zu den speziellen Laufbahnen für Warrant Officers oder ähnlicher Laufbahngruppen anderer Streitkräfte, die im NATO-Rangcodesystem eine eigene Gruppe bilden. Eine exakte Entsprechung hinsichtlich Dienststellung und Befehlsbefugnis existiert international nicht. Dennoch findet man mit Blick auf die fachliche Qualifikation in den Streitkräften einiger NATO-Staaten Verwendungen, die jenen der Offiziere des militärfachlichen Dienstes ähneln, wie eben den Warrant Officer sowie den Fachoffizieren der Schweizer Armee. Vergleichbare Aufgaben oblagen in der Vergangenheit den Fähnrichen der Nationalen Volksarmee und anderer (früherer) Streitkräfte Osteuropas bzw. in Rumänien den „Militärmeistern“ bzw. Maistri militari (Sg. Maistru militar).
Bis 1969 verfügte Dänemark mit den Offizianten (1922–1951:Officiant, Overofficiant, Stabsofficiant, Korpsofficiant) über ein Äquivalent, wobei die Officianter mit den Dienstgraden Sekondløjtnant bis Kaptajn af reserven gleichgestellt waren. Die Offiziantenlaufbahn wurde später abgelöst durch die zweistufige Laufbahn der Fähnriche bzw. Fenriker (1951–1969: Fenrik, Overfenrik) und der Officerer af specialgruppen (1951–1969: Premierløjtnant, Kaptajnløjtnant / seit 1963 Kaptajn, Kaptajn / seit 1963 Major).
In Großbritannien weist die Gruppe der Late Entry Officers gewisse Ähnlichkeiten auf. Die LE Officers (etwa: Späteinsteiger-Offiziere) werden unter den höheren Unteroffizieren (Sergeants) und Warrant Officers ausgewählt, die das 30. Lebensjahr überschritten haben müssen. Nach bestandenem vierwöchigem Offizierskurs werden sie in der Regel direkt zum Captain (Hauptmann) befördert und versehen dann oft weiterhin ihre vormaligen Aufgaben im Truppendienst. Sie können bis zum Lieutenant Colonel (Oberstleutnant) aufsteigen.
In der United States Navy und im United States Marine Corps ist der Limited Duty Officer (LDO, etwa: Offiziere mit beschränktem Aufgabenbereich) vergleichbar. Zu ihm können dienstältere Petty Officers (Bootsleute) und Warrant Officers nach einem speziellen Vier- bis Fünf-Wochen-Offizierskurs befördert werden. In der Navy ist ihnen ist der Aufstieg möglich bis zum Commander (Fregattenkapitän), selten zum Captain (Kapitän zur See), im Marine Corps nur bis zum Lieutenant Colonel.
Einen Sonderfall bilden seit 2009 die schwedischen Specialistofficerare (Sg. Specialistofficer). Die Beförderung erfolgt nach dem erfolgreichen Besuch eines 18-monatigen Lehrgangs, zu dem auch Zivilisten, nach einem Vorbereitungskurs, zugelassen werden. Die Specialistofficerare gelten in Schweden als Offiziere und können bis zum Oberstleutnant aufsteigen (unter Auslassung des Dienstgrades Major). Sie führen jedoch eigene Dienstgradabzeichen und Rangbezeichnungen: aufsteigend Förste Sergeant („Erster Sergeant“) bzw. Leutnant, Fanjunkare bzw. Oberleutnant, Förvaltare („Verwalter“) bzw. Hauptmann, Regements- bzw. Flottiljförvaltare bzw. Oberstleutnant. Dabei rangieren sie stets hinter dem jeweiligen Dienstgrad der Truppenoffiziere. Trotzdem werden die Specialistofficerare im internationalen Vergleich anhand des NATO-Rangcodes nur als Other Ranks (Msch. & Uffz.) der Klassen OR-6 bis OR-9 eingestuft. Indirekte Vorläufer der Laufbahn war jene der Kompaniofficerare (1972–1983) bzw. der Underofficerare (1901–1972).